# Дворац Гардики
Дворац Гардики (грч. Κάστρο Γαρδικίου) је византијски замак из 13. века на југозападној обали Крфа и једина преживела средњовековна тврђава на јужном делу острва. Изградио га је владар eпирске деспотовине и био је један од три замка који су бранили острво пре млетачке ере (1401—1797). Три замка су формирала одбрамбени троугао, са Гардикијем који је чувао југ острва, замком Касиопи на североистоку и Ангелокастром на северозападу.

## Порекло и локација
Дворац датира из тринаестог века и налази се на ниском брду у близини села Агиос Матаиос које се налази на вишем узвишењу. Владар одговоран за изградњу замка није познат, али се претпоставља да га је саградио или Михајло I Комнин Дука или његов син Михајло II Комнин, владари eпирске деспотовине. Одмах јужно од замка налази се језеро Корисиа које је од мора одвојено уским појасом земље.
Остаци из палеолитског доба, датирајући од 20.000 година пре нове ере, када је Крф још увек био уједињен са копненим делом Епира, пронађени су на месту замка у каменом склоништу Гардикиоу, укључујући камене алате ловаца и животињске кости, који су у међувремену уклоњени и изложени у aрхеолошком музеју на Крфу.
Током пред-млетачке ере Крф је штитила троугласта линија одбране коју су чинили дворац Гардики на југозападу, дворац Касиопи на североистоку и византијски дворац Ангелокастро на северозападу Крфа.

## Архитектура
Зидови замка Гардики чине осмоугаоник, а структура садржи осам кула украшених редовима плочица. Постоје елементи древне грађевине који су уграђени у изградњу замка. Древна грађевина је, вероватно, била чесма.
Осам кула су квадратног облика, а обрис осмерокутне структуре је готово елиптичан. На врху јужне куле налазе се трагови капеле са остацима верских фресака портрета светаца. Иако су оштећене, куле и даље задржавају пуну висину. Улаз у дворац је очуван, али унутрашњост је у рушевном стању.
Дворац Гардики се сматра једним од најимпозантнијих архитектонских остатака на Јонским острвима, заједно са Ангелокастром, замком Касиопи и две венецијанске тврђаве града Крфа, Kитаделом и Новом тврђавом.

## Историјска референца
Андреа Мармора, најранији историчар Крфа у средњем веку, у својој књизи Della Historia di Corfù из 1672. године помиње да су епирски деспоти украшавали град Крф „најплеменитијим грађевинама“ и градили одбрану на другим местима на острву, укључујући тврђаве Гардики и Ангелокастро, између осталих важних места.

## Архитектонски нагласци
- Детаљ зидова
- Спољни обод замка Гардики
- Детаљ зидова